# Ma come fanno i marinai
 Ma come fanno i marinai è una canzone composta e interpretata da Lucio Dalla e Francesco De Gregori, incisa nel 1978, pubblicata sul 45 giri Ma come fanno i marinai/Cosa sarà.. Nell'anno successivo il brano musicale fu pubblicato nell'album dal vivo Banana Republic..

## Storia e significato
Nel 1976, al Palalido di Milano, alcuni ragazzi, appartenenti ai collettivi studenteschi, avevano accusto Francesco De Gregori per la mancanza di un vero attivismo sociale e lo avevano sottoposto ad una sorte di processo.
Nel 1978 sempre a Milano, durante una contestazione, a un concerto di Lucio Dalla, era stata lanciata una bomba molotov.
A seguito di questi fatti, De Gregori si era allontanato dalle scene per un po'. A un certo punto, riprese la voglia e la gioia di far musica grazie a Ma come fanno i marinai, un brano che nasce durante un pranzo con Lucio Dalla e Ron. Nel 1978, De Gregori e Dalla suonano insieme allo stadio Flaminio di Roma, in un concerto organizzato da Walter Veltroni, riscuotendo un grande successo di pubblico, con ben 40.000 spettatori. 
Nel 1979, grazie al successo straordinario della canzone, nacque il tour negli stadi di Banana Republic. Il tour Dalla-De Gregori sarà un grande successo, sarà infatti la prima volta che il cantautorato sbarca nei grandi stadi, registrando il cosiddetto tutto esaurito, con 600.000 spettatori in totale.
Dai concerti prenderà corpo l'album live Banana Republic.
In occasione di uno dei tanti pranzi a casa del cantautore romano, in cui i commensali erano Dalla e Ron, si crearono delle circostanze che diedero il via a questa storica collaborazione. De Gregori si fece trovare intento a scrivere la canzone e nell'occasione la fece ascoltare a Dalla il quale se ne innamorò, ci mise subito il riff iniziale del clarinetto, aggiunse, cambiò, migliorò, la adattò alle loro due vocalità. 

Il brano è un duetto che non è solo somma di voci, ma la condivisione di una atmosfera, che fa trasparire una forte unione e una tensione comune fra i due artisti.